# Clobutinol
Clobutinol là thuốc giảm ho được phân phối bởi Boehringer Ingelheim, Novartis 's Hexal (Sandoz), Stada và có thể các công ty khác.

## Tác dụng phụ và cai thuốc
Các nghiên cứu năm 2004 đã chỉ ra rằng clobutinol có khả năng kéo dài khoảng QT. Clobutinol vào năm 2007 được xác định là gây rối loạn nhịp tim ở một số bệnh nhân.
Các sản phẩm của Boehringer Ingelheim có chứa clobutinol đã tự nguyện rút khỏi bán tại Đức và phần còn lại của thế giới, vào ngày 31 tháng 8 năm 2007 
Sự chấp thuận cho Đức và EU đã bị thu hồi vào năm 2008 